# Station Prusice
Station Prusice is een spoorwegstation in de Poolse plaats Prusice.